# Tenis en los Juegos Sudamericanos
El tenis ha sido una disciplina destacada dentro del programa de los Juegos Deportivos Sudamericanos (ODESUR), consolidándose como un deporte clave en la competencia desde sus primeras ediciones. Su inclusión ha permitido a los tenistas de América del Sur medirse en un escenario de alto nivel, promoviendo el desarrollo del tenis en la región y brindando oportunidades de crecimiento para jóvenes talentos.

## Orígenes e Inclusión en los Juegos ODESUR
El tenis hizo su debut en los Juegos ODESUR en la edición de 1978, celebrada en La Paz, Bolivia. Desde entonces, ha sido un evento recurrente en la mayoría de las ediciones de los Juegos, reflejando el creciente interés y la competitividad en el deporte a nivel sudamericano. Su presencia en los Juegos ha servido como una plataforma fundamental para el desarrollo de tenistas de élite en la región.

## Evolución y Crecimiento del Tenis en ODESUR
A lo largo de los años, el tenis en los Juegos ODESUR ha evolucionado en términos de participación y nivel competitivo. Inicialmente, el torneo contaba con cuadros de eliminación directa en las categorías de singles y dobles, tanto en la rama masculina como femenina. Con el tiempo, se han añadido nuevas modalidades, incluyendo el dobles mixto y competiciones por equipos.
Las naciones con una gran tradición en el tenis, como Argentina, Brasil y Chile, han dominado históricamente el medallero, destacándose por su formación de jugadores que luego han trascendido a nivel profesional. No obstante, otros países como Colombia, Venezuela y Paraguay han demostrado avances significativos en la disciplina, logrando importantes resultados en distintas ediciones.

## Ediciones Memorables y Figuras Destacadas
A lo largo de su historia en los Juegos ODESUR, el tenis ha sido testigo del surgimiento de varias figuras que posteriormente alcanzaron el éxito en el circuito profesional. Algunos jugadores que han participado en los Juegos y luego se han consolidado en la ATP y WTA incluyen nombres como Gastón Gaudio (Argentina), Nicolás Lapentti (Ecuador) y Thomaz Bellucci (Brasil).
Algunas ediciones han sido especialmente recordadas por su alto nivel de competencia. Por ejemplo, en los Juegos de Santiago 2014, la final masculina entre los argentinos Guido Pella y Facundo Bagnis fue un partido de gran intensidad, mientras que en la rama femenina, la colombiana Mariana Duque-Mariño dejó su huella con un desempeño sobresaliente.
En la final de los Juegos de Asunción 2022 en la rama femenina se vivió una gran confrontación ganada por la colombiana María Fernanda Herazo quien venció a Verónica Cepede en el que fue su último partido oficial como tenista profesional.

## Impacto del Tenis en los Juegos ODESUR
El tenis en los Juegos ODESUR ha desempeñado un papel crucial en el desarrollo del deporte en Sudamérica, sirviendo como una plataforma para que jóvenes talentos adquieran experiencia competitiva y logren visibilidad internacional. Además, el torneo ha fomentado la integración y el intercambio deportivo entre los países sudamericanos, fortaleciendo el nivel de competencia en la región.

### Individual masculino
| Evento | Oro                           | Plata                         | Bronce                                              |
| ------ | ----------------------------- | ----------------------------- | --------------------------------------------------- |
| 1978   | Andrés Gómez · Ecuador        | Diego Pérez · Uruguay         | Raúl Viver · Ecuador                                |
| 1982   | Christian Miniussi Argentina  | Roberto Azar Argentina        | Claudio Santibáñez · Chile                          |
| 1986   | Juan Pablo Queirolo · Chile   | Sergio Cortés · Chile         | Marcelo Filippini · Uruguay                         |
| 1990   | Américo Venero · Perú         | Gonzalo Fernández · Chile     | Gastón Etlis Argentina                              |
| 1994   | Jimy Szymanski · Venezuela    | Pablo Campana · Ecuador       | Gustavo Kuerten · Brasil · Márcio Carlsson · Brasil |
| 1998   | Sebastián Decoud Argentina    | Claudio Alvarado · Chile      | Rodolfo Darvich · Argentina · Américo Venero · Perú |
| 2002   | Martín Vilarrubí · Uruguay    | Alexandre Bonatto · Brasil    | Franco Ferreiro · Brasil                            |
| 2006   | Nicolas Santos · Brasil       | Mauricio Doria · Bolivia      | Rasid Winklaar Antillas Neerlandesas                |
| 2010   | Facundo Argüello Argentina    | Agustín Velotti Argentina     | Guilherme Clézar · Brasil                           |
| 2014   | Facundo Bagnis Argentina      | Guido Andreozzi Argentina     | Paul Capdeville · Chile                             |
| 2018   | Tomás Barrios · Chile         | Francisco Cerúndolo Argentina | Juan Pablo Varillas · Perú                          |
| 2022   | Facundo Díaz Acosta Argentina | Gustavo Heide · Brasil        | Alejandro Tabilo · Chile                            |

### Dobles masculino
| Evento | Oro                                            | Plata                                            | Bronce                                                                                 |
| ------ | ---------------------------------------------- | ------------------------------------------------ | -------------------------------------------------------------------------------------- |
| 1978   | Andrés Gómez / Raúl Viver · Ecuador            | Diego Pérez / Pablo Graf · Uruguay               | Juan Carlos Yunis / Ricardo Rivera Argentina                                           |
| 1982   | Christian Miniussi / Roberto Azar Argentina    | Claudio Santibáñez / Ricardo Hormann · Chile     | Alan Chacon / Ricardo Segovia · Venezuela                                              |
| 1986   | Marcelo Filippini / Nicolas Zurmendi · Uruguay | Sergio Cortés / Rubén Gajardo · Chile            | Martin Stringari / Gustavo Carbonari Argentina                                         |
| 1990   | Marcos Colignon / Gonzalo Fernández · Chile    | Gastón Etlis / Carlos Tarantino Argentina        | Alejandro Aramburu / Américo Venero · Perú                                             |
| 1994   | Jimy Szymanski / Juan Bianchi · Venezuela      | Luis Morejón / Pablo Campana · Ecuador           | Gustavo Kuerten / Márcio Carlsson · Brasil · Antonio Eterovic / Pablo Ugarte · Bolivia |
| 1998   | Giovanni Lapentti / Pablo Campana · Ecuador    | Rodolfo Darvich / Juan Ferrer Argentina          | Carlos González / Luis Hormazábal · Chile · Américo Venero / Iván Miranda · Perú       |
| 2002   | Marcel Felder / Martín Vilarrubí · Uruguay     | Jorge Aguilar / Nicolas Riquelme · Chile         | Horacio Zeballos / Martín Alund Argentina                                              |
| 2006   | Facundo Bagnis / Guido Pella Argentina         | Ricardo Urzúa / Hans Podlipnik · Chile           | Sergio Galdós / Juan Pedro Torres · Perú                                               |
| 2010   | Diego Hidalgo / Roberto Quiroz · Ecuador       | Facundo Argüello / Agustín Velotti Argentina     | Alejandro Arias Justiniano / Bruno del Granado Barrancos · Bolivia                     |
| 2014   | Guido Andreozzi / Facundo Bagnis Argentina     | Nicolás Barrientos / Carlos Salamanca · Colombia | Jorge Aguilar / Paul Capdeville · Chile                                                |
| 2018   | Diego Hidalgo / Emilio Gómez · Ecuador         | Jorge Panta / Juan Pablo Varillas · Perú         | Cristian Rodríguez / Eduardo Struvay · Colombia                                        |
| 2022   | Gustavo Heide / Orlando Luz · Brasil           | Boris Arias / Federico Zeballos · Bolivia        | Facundo Díaz Acosta / Tomás Farjat Argentina                                           |

### Equipos masculino
| Evento | Oro       | Plata     | Bronce           |
| ------ | --------- | --------- | ---------------- |
| 1978   | Ecuador   | Argentina | Uruguay          |
| 1990   | Perú      | Argentina | Chile            |
| 1994   | Venezuela | Ecuador   | Brasil · Bolivia |
| 1998   | Ecuador   | Chile     | Perú · Argentina |

### Individual femenino
| Evento | Oro                               | Plata                         | Bronce                                                   |
| ------ | --------------------------------- | ----------------------------- | -------------------------------------------------------- |
| 1978   | Adriana Alvarez Argentina         | Norah Moreno Argentina        | Carlota Velazco · Bolivia                                |
| 1982   | Mariana Pérez Roldán Argentina    | Mercedes Paz Argentina        | Manola Murillo · Chile                                   |
| 1986   | Patricia Miller · Uruguay         | Paulina Sepúlveda · Chile     | Macarena Miranda · Chile                                 |
| 1990   | Paula Cabezas · Chile             | Debora Garat Argentina        | Karim Strohmeier · Perú                                  |
| 1994   | Paula Cabezas · Chile             | Claudia Brause · Uruguay      | María-Alejandra Quezada · Chile · Déborah Gaviria · Perú |
| 1998   | Clarisa Fernández Argentina       | Eugenia Chialvo Argentina     | Paula Cabezas · Chile · Bárbara Castro · Chile           |
| 2002   | Larissa Carvalho · Brasil         | Marina Tavares · Brasil       | Soledad Esperón Argentina                                |
| 2006   | Teliana Pereira · Brasil          | Mariana Duque · Colombia      | Malena Gordo Argentina                                   |
| 2010   | Cecilia Costa Melgar · Chile      | Verónica Cepede Royg Paraguay | Fernanda Brito · Chile                                   |
| 2014   | Paula Cristina Gonçalves · Brasil | Verónica Cepede Royg Paraguay | Bianca Botto · Perú                                      |
| 2018   | Montserrat González Paraguay      | Daniela Seguel · Chile        | Fernanda Brito · Chile                                   |
| 2022   | María Herazo González · Colombia  | Verónica Cepede Paraguay      | Yuliana Lizarazo · Colombia                              |

### Dobles femenino
| Evento | Oro                                                 | Plata                                             | Bronce                                                                                           |
| ------ | --------------------------------------------------- | ------------------------------------------------- | ------------------------------------------------------------------------------------------------ |
| 1978   | Mariana Mettola Adriana Alvarez Argentina           | Patricia Hermeda · Shirley Echaiz · Chile         | Carlota Velasco · Cinthya Teran · Bolivia                                                        |
| 1982   | Mariana Pérez Roldán Mercedes Paz Argentina         | Manola Murillo · Paulina Sepúlveda · Chile        | Fiorita Gomesz · Nives Missana · Venezuela                                                       |
| 1990   | Paula Cabezas · Melisa Castro · Chile               | Debora Garat María Luz Rodriguez Argentina        | Carla Rodriguez · Paola Monteferri · Perú                                                        |
| 1994   | Maria Fernanda Quezada · Bárbara Castro · Chile     | María Francesa · Maria Marra · Venezuela          | Alexandra Guzman · Nuria Niemes · Ecuador · Fernanda Tsucamoto · Marcia Komlos · Brasil          |
| 1998   | Paula Cabezas · Bárbara Castro · Chile              | Maria Cristina Campana · Paola Guerrero · Ecuador | Jorgelina Cravero · Clarisa Fernández · Argentina · Cecilia Guillenea · Daniela Peyrot · Uruguay |
| 2002   | Larissa Carvalho · Marina Tavares · Brasil          | Patricia Coimbra · Jenifer Widjaja · Brasil       | Soledad Esperón Micaela Moran Argentina                                                          |
| 2006   | Teliana Pereira · Roxane Vaisemberg · Brasil        | Mariana Muci · Marina Giral · Venezuela           | Tatiana Búa Malena Gordo Argentina                                                               |
| 2010   | Fernanda Brito · Cecilia Costa Melgar · Chile       | Andrea Gámiz · Adriana Pérez · Venezuela          | Agustina Eskenazi Catalina Pella Argentina                                                       |
| 2014   | Andrea Gámiz · Adriana Pérez · Venezuela            | Verónica Cepede Royg Montserrat González Paraguay | Paula Cristina Gonçalves · Laura Pigossi · Brasil                                                |
| 2018   | Alexa Guarachi · Daniela Seguel · Chile             | Camila Giangreco Montserrat González Paraguay     | Camila Romero · Charlotte Römer · Ecuador                                                        |
| 2022   | María Herazo González · Yuliana Lizarazo · Colombia | Ingrid Gamarra Martins · Rebeca Pereira · Brasil  | Daniela Seguel · Fernanda Brito · Chile                                                          |

### Equipos femenino
| Evento | Oro       | Plata     | Bronce            |
| ------ | --------- | --------- | ----------------- |
| 1978   | Argentina | Chile     | Bolivia           |
| 1990   | Chile     | Argentina | Perú              |
| 1994   | Chile     | Venezuela | Ecuador · Brasil  |
| 1998   | Argentina | Chile     | Ecuador · Uruguay |

### Dobles mixtos
| Evento | Oro                                           | Plata                                         | Bronce                                                                            |
| ------ | --------------------------------------------- | --------------------------------------------- | --------------------------------------------------------------------------------- |
| 1978   | Adriana Alvarez Juan Carlos Yunis Argentina   | Mariana Mattola Ricardo Rivera Argentina      | Carlota Velasco · Marcelo Valenzuela · Bolivia                                    |
| 1982   | Verónica Platz Alejandro Rudi Argentina       | Manola Murillo · Claudio Santibáñez · Chile   | Nives Missana · Alan Chacon · Venezuela                                           |
| 1990   | Paula Cabezas · Marcos Colignion · Chile      | Karim Strohmeier · Américo Venero · Perú      | Melisa Castro · Gonzalo Fernández · Chile                                         |
| 1994   | María Francesa · Jimy Szymanski · Venezuela   | Nuria Niemes · Pablo Campana · Ecuador        | Marcia Komlos · Gustavo Kuerten · Brasil · Carla Jimenez · Pablo Ugarte · Bolivia |
| 2010   | Adriana Pérez · Ricardo Rodríguez · Venezuela | Verónica Cepede Diego Galeano Paraguay        | Paula Ormaechea Diego Schwartzman Argentina                                       |
| 2014   | David Souto · Adriana Pérez · Venezuela       | Nicolás Jarry · Camila Silva · Chile          | Jorge Aguilar · Andrea Koch Benvenuto · Chile                                     |
| 2018   | Roberto Maytín · Aymet Uzcátegui · Venezuela  | Tomás Farjat Melany Krywoj Argentina          | Gonzalo Lama · Alexa Guarachi · Chile                                             |
| 2022   | Verónica Cepede Daniel Vallejo Paraguay       | Noelia Zeballos · Federico Zeballos · Bolivia | Ingrid Gamarra Martins · Orlando Luz · Brasil                                     |

## Medallero
| Puesto | País                  | Oro | Plata | Bronce | Total |
| ------ | --------------------- | --- | ----- | ------ | ----- |
| 1      | Argentina             | 17  | 17    | 14     | 48    |
| 2      | Chile                 | 14  | 16    | 17     | 47    |
| 3      | Venezuela             | 8   | 4     | 3      | 15    |
| 4      | Brasil                | 7   | 5     | 11     | 23    |
| 5      | Ecuador               | 7   | 5     | 5      | 17    |
| 6      | Uruguay               | 4   | 3     | 5      | 12    |
| 7      | Paraguay              | 2   | 6     | —      | 8     |
| 8      | Perú                  | 2   | 2     | 11     | 15    |
| 9      | Colombia              | 2   | 2     | 2      | 6     |
| 10     | Bolivia               | —   | 3     | 8      | 11    |
| 11     | Antillas Neerlandesas | —   | —     | 1      | 1     |

- Datos: Q133173702